# 2nd Coming
2nd Coming es el primer demo de la banda argentina de death metal Burden Rage. Fue lanzado en noviembre de 2008, cuenta con 3 temas de estudio y 3 temas en vivo grabados el 27 de septiembre de 2008 en Green Hell.

## Lista de canciones
| 2nd Coming |                                                                      |          |  |
| N.º        | Título                                                               | Duración |  |
| 1.         | «The Scare Crow»                                                     | 3:51     |  |
| 2.         | «Enough»                                                             | 4:54     |  |
| 3.         | «2nd Coming»                                                         | 6:25     |  |
| 4.         | «The Black Hole Spiral (live 27.09.08)»                              | 5:03     |  |
| 5.         | «Spheres of Madness (Decapitated cover, live 27.09.08)»              | 4:44     |  |
| 6.         | «Stripped, Rapes & Strangled (Cannibal Corpse cover, live 27.09.08)» | 4:18     |  |
| 29:15      |                                                                      |          |  |

## Créditos
- Yalal Yoma - Batería
- Pablo Toirán - Guitarra y producción
- Jorge Furno - Bajo
- Mario Zhang - Voces
- Ignacio Vulcano - Guitarra

- Datos: Q5651849